# Mezosiderit
Mezosiderit (staro ime siderolit) je vrsta kamnito-železovih meteoritov.

Sestavljeni so v enaki meri iz zlitine nikelj-železo in silikatov. Po zgradbi so breče z nepravilno teksturo. Silikati in kovina so običajno v obliki manjših kroglic. Silikatni del vsebuje olivin, piroksen in kalcijeve glinence, imajo podobno sestavo kot evkriti in diogenoti.

## Padci mezosideritov
Mezosideriti so zelo redki meteoriti. Do leta 2006 so jih našli samo 86, od tega pa samo 7 takih, ki so jih opazovali pri padcu. So pa mezosideriti med največjimi znanimi meteoriti. Po padcu meteorita v puščavi Atakama v Čilu so našli celo 3,8 ton ostankov padlega mteorita. Prve mezosiderite so odkrili v 19. stoletju. Ker so v njih videli svetlo kovino, so mislili, da vsebujejo srebro ali pa vsaj bližino srebrove rude. V letu 1995 je padel velik mezosiderit na Kitajskem. Imel je skupno maso 129 kg. V letu 1879 je po veliki ognjeni krogli v Esthervillu (Iowa, ZDA) padlo na tla veliko delcev, ki so imeli skupno maso 320 kg. Od padcev mezosideritov je znan še padec meteorita pri kraju Lowicz (Poljska) v letu 1935. Takrat so našli skupno 59 kg ostankov meteorita. Padci mezosideritov so se zgodili še v kraju Barea (Španija) v letu 1842, v kraju Veramin (Iran) v letu 1880, v Papui Novi Gvineji leta 1933 in v kraju Patwar (Indija) leta 1935.